# Берсерк (манга)
„Берсерк“ (на японски: ベルセルク – Берусеруку) е японско мрачно фентъзи манга, написано и илюстрирано от Кентаро Миура.
Първата глава на Берсерк излиза през 1989 г., а през 1990 г. излиза първия том на мангата, който е публикуван от японската компания – Хакусенша. През 1992 г., главите на Берсерк започва да бъде редовно публикуван в почти ежеседмичното списание Young Animal (пак на Хакусенша), като почти ежегодишно се издава том, който е колекция от главите. Това продължава до днешни дни, като до юни 2016 г. са публкикувани 38 тома на мангата.
В Северна Америка и Обединените Кралства, от 2003 г. Берсерк е преведен на английски и е публикуван от Dark Horse Comics и Digital Manga Publishing.
Действието следва приключенията на осиротелия наемен меч – Гатс.

## Списък с томове и глави
Това е списък с томовете и главите на мангата Берсерк.
| Том | Глава | Дата на японско издаване | Дата на английско издаване |
| --- | --- | ------------------------ | -------------------------- |
| 1   | Начало на първа част: „Черният воин“ 0-А. Черният воин (黒い剣士 „Курои Кеншин“) 0-Б. Белегът (烙印 „Ракуин“) 0-В. Пазители на желанието (1) (欲望の守護天使(1) „Йокубо но шуготенши (1)“) | 1 декември 1990 г.       | 22 октомври 2003 г.        |
| 2   | 0-Г. Пазители на желанието (2) (欲望の守護天使(2) „Йокубо но шуготенши (2)“) 0-Д. Пазители на желанието (3) (欲望の守護天使(3) „Йокубо но шуготенши (3)“) | 3 март 1991 г.           | 14 януари 2004 г.          |
| 3   | 0-Е. Пазители на желанието (4) (欲望の守護天使(4) „Йокубо но шуготенши (4)“) 0-Ж. Пазители на желанието (5) (欲望の守護天使(5) „Йокубо но шуготенши (5)“) 0-З. Пазители на желанието (6) (欲望の守護天使(6) „Йокубо но шуготенши (6)“) Начало на втора част: „Златна ера“ 0-И. Златната ера (1) (黄金時代(1) „Огон джидай (1)“) | 31 октомври 1991 г.      | 14 април 2004 г.           |
| 4   | 0-Й. Златната ера (2) (黄金時代(2) „Огон джидай (2)“) 0-К. Златната ера (3) (黄金時代(3) „Огон джидай (3)“) 0-Л. Златната ера (4) (黄金時代(4) „Огон джидай (4)“) 0-М. Златната ера (5) (黄金時代(5) „Огон джидай (5)“) 0-Н. Златната ера (6) (黄金時代(6) „Огон джидай (6)“) | 29 февруари 1992 г.      | 14 юли 2004 г.             |
| 5   | 0-О. Златната ера (7) (黄金時代(7) „Огон джидай (7)“) 0-П. Златната ера (8) (黄金時代(8) „Огон джидай (8)“) 1. Вятър от меч (剣風 „Кенпу“) 2. Носферату Зод (1) (不死のゾッド(1) „Носуферато но Зодо (1)“) 3. Носферату Зод (2) (不死のゾッド(2) „Носуферато но Зодо (2)“) 4. Носферату Зод (3) (不死のゾッド(3) „Носуферато но Зодо (3)“) 5. Носферату Зод (4) (不死のゾッド(4) „Носуферато но Зодо (4)“) 6. Майстор на меча (1) (剣の主(1) „Цуруги но аружи (1)“) | 31 март 1993 г.          | 13 октомври 2004 г.        |
| 6   | 7. Майстор на меча (2) (剣の主(2) „Цуруги но аружи (2)“) 8. Асасин (1) (暗殺者(1) „Ансацуша (1)“) 9. Асасин (2) (暗殺者(2) „Ансацуша (2)“) 10. Асасин (3) (暗殺者(3) „Ансацуша (3)“) 11. Асасин (4) (暗殺者(4) „Ансацуша (4)“) 12. Скъпоценно нещо (貴きもの „Тотокимоно“) 13. Заминаване за фронта (出陣 „Шуцужин“) 14. Сражение (合戦 „Кассен“) 15. Каска (1) (キャスカ(1) „Кясука (1)“) 16. Каска (2) (キャスカ(2) „Кясука (2)“) | 30 септември 1993 г.     | 19 януари 2005 г.          |
| 7   | 17. Каска (3) (キャスカ(3) „Кясука (3)“) 18. Подготвен за смъртта (1) (決死行(1) „Кесшико (1)“) 19. Подготвен за смъртта (2) (決死行(2) „Кесшико (2)“) 20. Подготвен за смъртта (3) (決死行(3) „Кесшико (3)“) 21. Оцеляване (生還 „Сейкан“) 22. Лагерен огън от мечти (夢のかがり火 „Юме но кагариби“) 23. Битката за Долдри (1) (ドルドレイ攻略戦(1) „Дорудореи Корякусен (1)“) 24. Битката за Долдри (2) (ドルドレイ攻略戦(2) „Дорудореи Корякусен (2)“) 25. Битката за Долдри (3) (ドルドレイ攻略戦(3) „Дорудореи Корякусен (3)“) 26. Битката за Долдри (4) (ドルドレイ攻略戦(4) „Дорудореи Корякусен (4)“) | 31 март 1994 г.          | 11 май 2005 г.             |
| 8   | 27. Битката за Долдри (5) (ドルドレイ攻略戦(5) „Дорудореи Корякусен (5)“) 28. Битката за Долдри (6) (ドルドレイ攻略戦(6) „Дорудореи Корякусен (6)“) 29. Триумфално завръщане (凱旋 „Гаисен“) 30. Момент на слава (栄光の瞬間 „Еико но токи“) 31. Надгробна плоча от огън (1) (炎の墓標(1) „Хоно но бохйо (1)“) 32. Надгробна плоча от огън (2) (炎の墓標(2) „Хоно но бохйо (2)“) 33. Една снеговита нощ... (ある雪の夜に… „Ару юки но йору ни...“) 34. Сутрешно тръгване (1) (旅立ちの朝(1) „Табидачи но аса (1)“) 35. Сутрешно тръгване (2) (旅立ちの朝(2) „Табидачи но аса (2)“) 36. Сутрешно тръгване (3) (旅立ちの朝(3) „Табидачи но аса (3)“) | 30 септември 1994 г.     | 13 юли 2005 г.             |
| 9   | 37. Рицарят Скелет (髑髏の騎士 „Докуро но Киши“) 38. Начало на безкрайната нощ (果てしなき夜の始まり „Хатешинаки йору но хажимари“) 39. Падналият ястреб (墜ちた鷹 „Очита така“) 40. Смъртта на една мечта (夢の終焉 „Юме но шуен“) 41. Турнир по сражаване (闘技会 „Тогикаи“) 42. Бегълците (逃亡者たち „Тобоша-тачи“) 43. Боецът (闘者 „Тоша“) 44. Другари по оръжие (戦友 „Сен'ю“) 45. Признание (告白 „Кокухаку“) 46. Рани (1) (傷(1) „Кизу (1)“) 47. Рани (2) (傷(2) „Кизу (2)“) | 31 март 1995 г.          | 12 октомври 2005 г.        |
| 10  | 48. Искра от върха на меча (切っ先の火花 „Киссаки но хибана“) 49. Проникването в Уиндам (1) (ウィンダム潜入(1) „Уиндаму сеню (1)“) 50. Проникването в Уиндам (2) (ウィンダム潜入(2) „Уиндаму сеню (2)“) 51. Навечерието на празника (1) (前夜祭(1) „Зен'Ясаи (1)“) 52. Навечерието на празника (2) (前夜祭(2) „Зен'Ясаи (2)“) 53. Хилядагодишно феодално владение (千年封土 „Сеннен Ходо“) 54. Събирането в бездната (深淵の再会 „Шин'ен но саикаи“) 55. Път през (血路 „Кецуро“) 56. Бакирака (1) (バーキラカ(1) „Бакирака (1)“) 57. Бакирака (2) (バーキラカ(2) „Бакирака (2)“) 58. Цвете на каменния дворец (石の王城の花 „Иши но широ но хана“) | 30 септември 1995 г.     | 25 януари 2006 г.          |
| 11  | 59. Дяволски кучета (1) (魔犬(1) „Макен (1)“) 60. Дяволски кучета (2) (魔犬(2) „Макен (2)“) 61. Дяволски кучета (3) (魔犬(3) „Макен (3)“) 62. Дяволски кучета (4) (魔犬(4) „Макен (4)“) 63. Ревът на дивия звяр (狂獣咆哮 „Кйожу хоко“) 64. Гора на трагедията (惨劇の森 „Сангеки но мори“) 65. Смъртоносна битка (1) (死闘(1) „Шито (1)“) 66. Смъртоносна битка (2) (死闘(2) „Шито (2)“) 67. Броня за сърцето (甲冑は胸に „Йорои уа муне ни“) 68. Летящият (飛来者… „Хираиша...“) 69. Безсмъртният, отново (不死者再び „Фушиша футатаби“) | 29 март 1996 г.          | 12 април 2006 г.           |
| 12  | 70. Реквием на вятъра (風の鎮魂歌 „Казе но рекуиему“) 71. Войниците на здрача (黄昏の戦士達 „Тасогаре но сенши-тачи“) 72. Момчето от задната уличка (路地裏の少年 „Рожиура но шонен“) 73. Затъмнение (蝕 „Шоку“) 74. Обещаното време (約束の刻 „Якусоку но токи“) 75. Пришествие (降臨 „Корин“) 76. Нечовешката войска (人外百鬼 „Нингаи Хякки“) 77. Дворецът (城 „Широ“) 78. Раздяла (決別 „Кецубецу“) 79. Пиршеството (宴 „Утаге“) | 30 септември 1996 г.     | 12 юли 2006 г.             |
| 13  | 80. Вихър от смърт (1) (死の嵐(1) „Ши но араши (1)“) 81. Вихър от смърт (2) (死の嵐(2) „Ши но араши (2)“) 82. Богът на бездната (1) (深淵の神(1) „Шин'ен но ками (1)“) 83. Богът на бездната (2) (深淵の神(2) „Шин'ен но ками (2)“) – 83-та глава вече не е канон 84. Кръв (鮮血 „Сенкецу“) 85. Съживяване (胎動 „Таидо“) 86. Раждане (誕生 „Танжо“) 87. Последното сияние на дясното око (右目の残照 „Мигиме но заншо“) 88. Бягство (脱出 „Дасшуцу“) 89. Събуждане в кошмар (悪夢にめざめて „Акуму ни мезамете“) 90. Спринтът (疾走 „Шиссо“) 91. Клетва за отмъщение (反撃の誓い „Хангеки но чикаи“) | 31 март 1997 г.          | 27 септември 2006 г.       |
| 14  | 92. Бебето демон (幼魔 „Йома“) 93. Въоръжаване (武装 „Бусо“) 94. Този, който лови дракони (ドラゴンを狩る者 „Дорагон о карумоно“) Начало на трета част: „Осъждане“ – Глава за Изгубените деца 95. Черният воин, отново (黒い剣士、再び „Курои кенши, футатаби“) 96. Елфите от Мъгливата Долина (霧の谷の妖精 „Кири но тани но йосеи“) 97. Джил (ジル „Джиру“) 98. По въздуха (飛来 „Хираи“) 99. Елф-насекоми (妖虫 „Йочу“) БОНУС. Берсерк прототип | 30 септември 1997 г.     | 6 декември 2006 г.         |
| 15  | 100. Кралица (女王 „Куин“) 101. Елфски огън (鬼火 „Ониби“) 102. Червеноокия Пийкаф (赤い目のピーカフ „Акаи ме но Пикафу“) 103. Спомни си момичето (追憶の少女 „Цуиоку но Шоджо“) 104. Светът на крилатите неща (羽あるものの世界 „Ханеарумоно но секаи“) 105. Пазители (1) (守護者(1) „Гадиан (1)“) 106. Пазители (2) (守護者(2) „Гадиан (2)“) 107. Преследвачи (追跡者 „Цуисекиша“) 108. Мъгливата Долина (1) (霧の谷(1) „Кири но Тани (1)“) 109. Мъгливата Долина (2) (霧の谷(2) „Кири но Тани (2)“) 110. Какавиди (繭 „Маю“) | 30 януари 1998 г.        | 31 януари 2007 г.          |
| 16  | 111. Чудовище (怪物 „Каибуцу“) 112. Небесен демон (空魔 „Кума“) 113. Кърваво нощно небе (鮮血の夜空 „Сенкецу но йозора“) 114. Някъде между демон и човек (魔と人の狭間 „Ма то хито но хазама“) 115. Светулка (蛍 „Хотару“) 116. Пътят към дома (家路 „Иеджи“) 117. Елф на синьото небе (青空の妖精 „Сора но йосеи“) Продължение на трета част: „Осъждане“ – Глава за Привързващите окови 118. Звярът на мрака (闇の獣 „Ями но кедамоно“) 119. Рицари на свещените железни вериги (1) (聖鉄鎖騎士団(1) „Сеитесса киши-дан (1)“) 120. Рицари на свещените железни вериги (2) (聖鉄鎖騎士団(2) „Сеитесса киши-дан (2)“) 121. Празният идол (空洞の偶像 „Кудо но гузо“)                                                                                                 | 31 август 1998 г.        | 28 март 2007 г.            |
| 17  | 122. Невидимите (見ざる者 „Мизарумоно“) 123. Нощ на чудеса (奇跡の夜 „Кисеки но йору“) 124. Минало и бъдеще (去来 „Кйораи“) 125. Утро на истината (真実の朝 „Шинджицу но аса“) Продължение на трета част: „Осъждане“ – Глава за Церемонията на раждането 126. Откровения (1) (啓示(1) „Кеиджи (1)“) 127. Откровения (2) (啓示(2) „Кеиджи (2)“) 128. Откровения (3) (啓示(3) „Кеиджи (3)“) 129. Спуквания в острието (刃の亀裂 „Яиба но кирецу“) 130. Слаб пламък (かよわき炎 „Кайоуаки хоно“) 131. Светите земи (1) (聖地へ(1) „Сеичи е (1)“) 132. Светите земи (2) (聖地へ(2) „Сеичи е (2)“) | 5 април 1999 г.          | 30 май 2007 г.             |
| 18  | 133. Кушански разузнавачи (1) (クシャーン斥候(1) „Кушан Секко (1)“) 134. Кушански разузнавачи (2) (クシャーン斥候(2) „Кушан Секко (2)“) 135. Кулата на сянката (1) (影の塔(1) „Каге но то (1)“) 136. Кулата на сянката (2) (影の塔(2) „Каге но то (2)“) 137. Деца на сянката (影の子ら „Каге но кора“) 138. Страстен вярващ (猛信者 „Мошинджа“) 139. Недрата на светите земи (聖地のはらわた „Сеичи но Харауата“) 140. Вещицата (魔女 „Маджо“) 141. Духовния път (1) (怪道(1) „Каидо (1)“) 142. Духовния път (2) (怪道(2) „Каидо (2)“) 143. Колона от огън (炎の柱 „Хоно но хашира“) | 5 октомври 1999 г.       | 25 юли 2007 г.             |
| 19  | 144. Черният воин в светите земи (聖地の黒い剣士 „Сеичи но курои кенши“) 145. Отклоняване (迷走 „Меисо“) 146. Амбициозно момче (野望少年 „Ябо шонен“) 147. Бърлога на злото (魔窟 „Макуцу“) 148. Повторното събиране (再会 „Саикаи“) 149. Засада (伏兵 „Фукухеи“) 150. Стръмната скала (断崖 „Дангаи“) 151. Пленници (虜囚 „Рйошу“) 152. Желязната девица (鉄の処女 „Тецу но шоджо“) 153. Поток от кръвта на мъртвите (1) (亡者の血流(1) „Моджа но кецурю (1)“) 154. Поток от кръвта на мъртвите (2) (亡者の血流(2) „Моджа но кецурю (2)“) | 5 април 2000 г.          | 26 септември 2007 г.       |
| 20  | 155. Паяжина (蜘蛛の糸 „Кумо но ито“) 156. Тези които танцуват на върха и тези които пълзят в пропастта (頂に舞うもの底に這うもの „Итадаки ни маумоно соко ни хаумоно“) 157. Ангелите на Ада (ヘルス・エンジェルス „Херусу Енджерусу“) 158. Един никой в дъното на дълбините (底の底の知られぬ者 „Соко но соко но ширарену моно“) 159. Заплашената (脅えし者 „Обиешимоно“) 160. Знамения (兆し „Кизаши“) 161. Мъченичество (殉教 „Джункйо“) 162. Сриване (崩壊 „Хокаи“) 163. Сенки на идея (1) (イデアの影(1) „Идеа но каге (1)“) 164. Сенки на идея (2) (イデアの影(2) „Идеа но каге (2)“) 165. Сенки на идея (3) (イデアの影(3) „Идеа но каге (3)“) | 5 ноември 2000 г.        | 28 ноември 2007 г.         |
| 21  | 166. Подскачаща риба (跳魚 „Хане уо“) 167. Животинският свещеник (1) (怪僧(1) „Каисо (1)“) 168. Животинският свещеник (2) (怪僧(2) „Каисо (2)“) 169. Тези които се молят и тези които се борят (縋る者もがく者 „Сугарумоно могакумоно“) 170. Приливната вълна на мрака (1) (闇の津波(1) „Ями но цунами (1)“) 171. Приливната вълна на мрака (2) (闇の津波(2) „Ями но цунами (2)“) 172. Резонанс (共鳴 „Кйомеи“) 173. Небето пада (天墜つ „Тен оцу“) 174. Разсъмване (暁 „Акацуки“) 175. Пристигането (出現 „Шуцуген“) 176. Решителност и заминаване (決意と旅立ち „Кецуи то табидачи“) | 5 юни 2001 г.            | 23 януари 2008             |
| 22  | Начало на четвърта част: „Соколът на хилядолетната империя“ Глава за Свещената демонска война 177. Процепеният свят (ほころぶ世界 „Хокоробу секаи“) 178. Събиране в Хълма на Мечовете (剣の丘の再会 „Кен но Ока но саикаи“) 179. Звярът воин срещу Черният воин (獣剣士対黒い剣士 „Кедамоно кенши таи Курои Кенши“) 180. Непроменен (不変 „Фухен“) 181. Прологът на войната (戦記の序章 „Сенки но джошо“) 182. Свирепата Кушанска атака (クシャーン猛襲 „Кушан мошу“) 183. Бойният вик на вятъра (1) (鬨の風(1) „Токи но казе (1)“) 184. Бойният вик на вятъра (2) (鬨の風(2) „Токи но казе (2)“) 185. За снега и пламъците / Първи акт (雪と炎と/前篇 "Юки то хоно то / Зенпен") 186. За снега и пламъците / Последен акт (雪と炎と/後篇 "Юки то хоно то / Кохен") | 24 декември 2001 г.      | 26 март 2008 г.            |
| 23  | 187. Зимно пътешествие (1) (冬の旅路(1) „Фую но табиджи (1)“) 188. Зимно пътешествие (2) (冬の旅路(2) „Фую но табиджи (2)“) 189. Разпиляно време (こぼれた時間 „Коборета токи“) 190. Зъбите на егото (我牙 „Гаки“) 191. Събиране в пустошта (荒れ野の再会 „Арено но Саикаи“) 192. Демоните на войната (戦魔 „Сенма“) 193. Знамето на летящия меч (飛剣の御旗 „Хикен но охата“) 194. Крилата на светлината и мрака (光と闇の翼 „Хикари то ями но цубаса“) 195. Нощта на падащите звезди (星降る夜 „Хоши фуру йору“) 196. Като бебе (嬰児の如く „Мидориго но готоку“) | 5 юли 2002 г.            | 28 май 2008 г.             |
| 24  | 197. Тролове (獣鬼 „Торору“) 198. Вещицата (魔女 „Маджо“) 199. Домът в духовното дърво (1) (霊樹の館(1) „Реиджу но Кан (1)“) 200. Домът в духовното дърво (2) (霊樹の館(2) „Реиджу но Кан (2)“) 201. Астралният свят (幽界 „Какурийо“) 202. Магически камък (魔石 „Масеки“) 203. Природни духове (元素霊 „Ерементару“) 204. Енокско село (イーノック村 „Иноку Мура“) 205. Амбиция и отражение (野望と追憶 „Ябо то цуиоку“) 206. Тролско плячкосване (獣鬼襲来 „Торору Шураи“) | 24 декември 2002 г.      | 23 юли 2008 г.             |
| 25  | 207. Магически меч (魔法の剣 „Махо но кен“) 208. Огледало на греха (罪の鏡 „Цуми но кагами“) 209. Магия (魔術 „Маджику“) 210. Тайната на призоваването (祈りの奥義 „Инори но оги“) 211. Злата орда (1) (魔群(1) „Магун (1)“) 212. Злата орда (2) (魔群(2) „Магун (2)“) 213. Силен порой (激流 „Гекирю“) 214. Шаман (シャーマン „Шаман“) 215. Клипот (闇 „Курифото“) 216. Поквара (汚濁 „Одаку“) | 5 юли 2003 г.            | 24 септември 2008 г.       |
| 26  | 217. Възмездие (報い(むくい) „Мукуи (Мукуи)“) 218. Изкупление (報い(すくい) „Сукуи (Сукуи)“) 219. Околността на Пъкъла (黄泉のほとり „Йоми но хотори“) 220. Курвенската принцеса на Утробното море (胎海の娼姫 „Харауада но шоки“) 221. Другари (道連 „Накама“) 222. Белези от нокти (爪痕 „Цумеато“) 223. Пожар (1) (炎上(1) „Енджо (1)“) 224. Пожар (2) (炎上(2) „Енджо (2)“) 225. Берсеркска броня (1) (狂戦士の甲冑(1) „Кйо сенши но катчу (1)“) 226. Берсеркска броня (2) (狂戦士の甲冑(2) „Кйо сенши но катчу (2)“) | 24 декември 2003 г.      | 26 ноември 2008 г.         |
| 27  | 227. Огнен дракон (火竜 „Хирю“) 228. Дълбините на адския огън (業火の底 „Гока но соко“) 229. Пламенно заминаване (炎の旅立ち „Хоно но табидачи“) 230. Демонски град (魔都 „Мато“) 231. Страховитият Император (恐帝 „Кйотеи“) 232. Даката (鬼兵 „Дака“) 233. Демонски рицари (魔騎士 „Макиши“) 234. Богът-демон (魔神 „Маджин“) 235. Спящата принцеса се събужда (眠り姫の目覚め „Немури-химе но мезаме“) Продължение на четвърта част: „Соколът на хилядолетната империя“ – Глава за Соколия 236. Звукът на морето (潮騒 „Шиосаи“) | 5 август 2004 г.         | 28 януари 2009 г.          |
| 28  | 237. Оповестени знамения (告げられし兆し „Цугерареши кизаши“) 238. Момчето в лунната светлина (月下の少年 „Гекка но шонен“) 239. Близки (使い魔 „Цукаима“) 240. Свръхестествена мъгла (怪霧 „Каикири“) 241. Морски звяр (Макара) (海獣(マカラ) „Каиджу (Макара)“) 242. Бученето на морето (海鳴り „Уминари“) 243. Свръхчовек (Джнанин) (超者(ジャンアーニン) „Чоджа (Джан'анин)“) 244. Рейка на флотилия (鎮守府 „Чинджуфу“) 245. Град на хора (人間の都市 „Хито но мачи“) 246. Акулата и совата на пристана (桟橋のトンビとフクロウ „Санбаши но тонби то фукуро“) | 5 март 2005 г.           | 25 март 2009 г.            |
| 29  | 247. Кръвопролитие (刃傷 „Нинджо“) 248. Воин (武者 „Муша“) 249. Оскъдна вечеря (ささやかな晩餐 „Сасаяка на бансан“) 250. На път за дома (帰巣 „Кисо“) 251. Вандимион (ヴァンディミオン „Вандимион“) 252. В градината (庭園にて „Теиен ните“) 253. Бялата лилия на полето (野の白百合 „Но но шираюри“) 254. Майка (母 „Хаха“) 255. Балът (舞踏会 „Бутокаи“) 256. Колонадната стая (列柱の間 „Речу но аида“) | 5 октомври 2005 г.       | 27 май 2009 г.             |
| 30  | 257. Дуел (決闘(ДУЕЛ) „Кетто (ДУЕЛ)“) 258. Сюзерен на религиозното владичество (教圏の宗主 „Кйокен но Соша“) 259. Омагьосания тигър (妖虎 „Йоко“) 260. Натрапване (乱入 „Ранню“) 261. Ръждивата клетка за птици (錆びた鳥籠 „Сабита Торикаго“) 262. Обявяване на война (宣戦布告 „Сенсен фукоку“) 263. Нашествието на зверовете-демони (妖獣侵攻 „Йоджу шинко“) 264. Божествено откровение (天啓 „Тенкеи“) 265. Град на зверовете-демони (1) (妖獣都市(1) „Йоджу тоши (1)“) 266. Град на зверовете-демони (2) (妖獣都市(2) „Йоджу тоши (2)“) | 5 април 2006 г.          | 29 юли 2009 г.             |
| 31  | 267. Изгарящия залив (灼熱湾 „Шакунецу Уан“) 268. Пламенния жезъл (火炎輪(ブレイズ・ロッド) „Каенрин (Буреизу Роддо)“) 269. Мечът-звяр (剣獣 „Кенджу“) 270. Магьосникът-Генерал (仙将(パラマリシヤ・センアーンイー) „Сеншо (Парамаришиа Сен'ан'и)“) 271. Източна магия (東方魔術 „Тохо маджуцу“) 272. Водният циклон (塒巻く者 „Тогуро макумоно“) 273. Избухващ огън (爆炎 „Бакуен“) 274. Гръмотевичен Император (雷帝 „Раитеи“) 275. Атаката на демонската армия (魔軍襲来 „Магун шураи“) 276. Натрупани облаци (叢雲 „Муракумо“) | 5 октомври 2006 г.       | 30 септември 2009 г.       |
| 32  | 277. Човешки куршум (肉弾 „Никудан“) 278. Отплаване (船出 „Фунаде“) 279. Масивно нашествие (1) (大侵攻(1) „Даишинко (1)“) 280. Масивно нашествие (2) (大侵攻(2) „Даишинко (2)“) 281. Полетът (飛来 „Хираи“) 282. Разкъсаното бойно поле (裂ける戦場 „Сакеру сенджо“) 283. Кълбо вятър (風巻 „Шимаки“) 284. Редовата войска на Мидланд (ミッドランド正規軍 „Миддорандо таикигун“) 285. Герой (英雄 „Еию“) 286. На борда (船上にて „Сенджо ните“) | 5 декември 2007 г.       | 25 ноември 2009 г.         |
| 33  | 287. Мехурчета (水泡 „Суибо“) 288. Морска битка (1) (海戦(1) „Каисен (1)“) 289. Морска битка (2) (海戦(2) „Каисен (2)“) 290. Вой от мрака (闇からの咆哮 „Ями кара но хоко“) 291. Предсказващи сънища (予知夢 „Йочиму“) 292. Мъгла от смърт (死の霧 „Ши но кири“) 293. Тихият мрак (静寂なる闇 „Сеиджаку нару ями“) 294. Изход (エクソダス „Екусодасу“) 295. Накрая, Бог (末神 „Мацуками“) 296. Бурен рай (轟天 „Готен“) | 31 октомври 2008 г.      | 27 януари 2010 г.          |
| 34  | 297. Гигантски бог на слепотата (盲目の巨神 „Момоку но кйошин“) 298. Демонично освобождаване (放魔 „Хома“) 299. Нечовешко бойно поле (人外の戦場 „Джингаи но сенджо“) 300. Ясновидецът на ястреба (鷹の巫女 „Така но мико“) 301. Хаос (混沌 „Контон“) 302. Полетът (飛翔 „Хишо“) 303. Светлината отзад (逆光 „Гякко“) 304. Цепнатината (亀裂 „Кирецу“) 305. Сътворение (開闢 „Каибяку“) 306. Фантазия (幻造世界 „Фантаджиа“) | 2 октомври 2009 г.       | 15 септември 2010 г.       |
| 35  | 307. Соколия (ファルコニア „Фарукониа“) Начало на пета част: „Фантазия“ – Глава за Елфския остров 308. Призрачен кораб (1) (幽霊船(1) „Юреисен (1)“) 309. Призрачен кораб (2) (幽霊船(2) „Юреисен (2)“) 310. Призрачен кораб (3) (幽霊船(3) „Юреисен (3)“) 311. Изолиран остров (孤島 „Кото“) 312. Момичето в силния порой (鳴る瀬ろの娘 „Нарусеро но мусуме“) 313. Обитатели на зловещото море (禍海の者共 „Магауада но монодомо“) 314. Хора-пипала (人触手 „Хито шокуша“) 315. Пипалестият кораб (触手船 „Шокуша фуне“) | 29 септември 2010 г.     | 21 септември 2011 г.       |
| 36  | 316. Пълнолуние (1) (満月(1) „Мангецу (1)“) 317. Пълнолуние (2) (満月(2) „Мангецу (2)“) 318. Човекът-звяр (獣士 „Кедамоно“) 319. Морски Бог (1) (海神(1) „Каиджин (1)“) 320. Морски Бог (2) (海神(2) „Каиджин (2)“) 321. Морски Бог (3) (海神(3) „Каиджин (3)“) 322. Бумтящо изкуство (震臓 „Шинзо“) 323. Зов от дълбините (深き呼び声 „Фукаки йобигое“) 324. Русалка (1) (人魚(1) „Меро (1)“) | 23 септември 2011 г.     | 19 септември 2012 г.       |
| 37  | 325. Русалка (2) (人魚(2) „Меро (2)“) 326. Сирена (声連 „Сеирен“) 327. Излизане на повърхността (浮上 „Фуджо“) 328. Падаща звезда (流星 „Рюсеи“) 329. Пролетни цветя от далечни дни (1) (遠い日の春花(1) „Тои хи но шунка (1)“) 330. Пролетни цветя от далечни дни (2) (遠い日の春花(2) „Тои хи но шунка (2)“) 331. Пролетни цветя от далечни дни (3) (遠い日の春花(3) „Тои хи но шунка (3)“) 332. Покрита каруца (幌馬車 „Хоробаша“) 333. Рай (楽土 „Парадаису“) | 29 март 2013 г.          | 20 ноември 2013 г.         |
| 38  | 334. Човешки град (人の都 „Хито но мияко“) 335. Божествено право (王權神授 „Окен шинджу“) 336. Свърталище на демони (万魔殿 „Бан-маден“) 337. Мостът на раздялата (別離の橋 „Бецури но хаши“) 338. Гост на смъртта в здрача (夕闇の死客 „Юями но шикаку“) 339. Столица осветена от луната (月下の王都 „Гекка но ото“) 340. Битка в мрака (暗闘 „Анто“) 341. Възвисяващо бягство (逃飛翔 „То хишо“) 342. Акостиране (上陸 „Джорику“?) | 24 юни 2016 г.           | 18 юли 2017 г.             |
| 39  | 343. Пламенна кукла (炎の人形 „Хоно но нингйо“) 344. Вещерско Село (魔女の村 „Маджо но мура“) 345. Архимаг (大導師 „Даидоши“) 346. Елфхелм (妖精郷 „Еруфухеруму“) 347. Цветобурния Крал (花吹雪く王 „Хана Фубуку о“) 348. Потискаща пустош (薄闇の荒野 „Усикурагари но коя“) 349. Пасаж от сънища (夢の回廊 „Юме но Каиро“) 350. Късчета спомени (記憶の欠片 „Киоку но какера“) | 23 юни 2017 г.           | 11 юли 2018 г.             |
| 40  | 351. Гората на труповете и бодливите борове (屍と針杉の森 „Шикабане то харисуги но мори“) 352. Причината (元凶 „Генкйо“) 353. Последното късче (最後の欠片 „Саиго но какера“) 354. Пробуждане (覚醒 „Мезаме“) 355. Под дърветата изпъстрени от слънцето (木漏れ日の下で „Комореби но шита де“) 356. Йотуни (巨人 „Йотун“) 357. Победа на разсъмване (有明の凱旋 „Ариаке но гаисен“) | 28 септември 2018 г.     | 8 октомври 2019 г.         |
| 41  | 358. Зората на империята (帝国の黎明 „Теикоку но реимеи“) 359. Бариера (障壁 „Шохеки“) 360. Черешова градина (桜の園 „Сакура но соно“) 361. Клисура (渓谷 „Кеикоку“) 362. Видение за смъртта (幻死 „Генши“) 363. Скачаща маймуна (跳猿 „Чоен“) 364. Сълза, като сутрешна роса" (朝露の涙, „Асатцую но намида“) | 24 декември 2021 г.      | 2 ноември 2022 г.          |
| 42  | 365. Затишието на намаляващата луна (衰える月の落ち着き „Отороеру цуки но очицуки“) 366. Окото на водовъртежа (マエルストロムの目 „Маерусуторуму но ме“) 367. Мъглата изчезва, докато черешовите цветове падат (桜が落ちると霧が消える „Сакура га очиру то кири га киеру“) 368. Поглъщачи (食いしん坊 „Куишинбо“) 369. Избледняващият остров (泡沫の孤島 „Утаката но кото“) 370. Бежанци в Западното море (西海の流民 „Сайкай но рюмин“) 371. Угасваща факла в мрачната нощ (狭き暗夜に消ゆる灯火 „Семаки ан'я ни шо юру томошиби“) 372. Червеният гарван спи в клетката си (赤の渡鴉は鳥籠で眠る „Ака но ватаригарасу ва торикаго де немуру“) 373. Ръждясалите железни решетки, които не се огъват (歩みかなわぬ錆びた鉄輪 „Аюми канавану сабита канава“)          | 29 септември 2023 г.     | 18 март 2025 г.            |
| 43  | | 29 август 2025 г.        |                            |

## Глави, които все още не са в танкобон формат
Продължение на пета част: „Фантазия“ – Глава за Изгнаниците от изтока
- 374. Спящият черен звяр изчаква ли удобен момент? (眠れる黒の獣はただ静かに佇むのか „Немуреру куро но кемоно ва тада шизука ни татазуму но ка“)
- 375. Зората изгрява след непреклонната мъгла на нощта (晴れぬ夜霧の朝まだき „Харену йогири но асамадаки“)
- 376. Треперещата повърхност на морето и сянката на бедствената война (震える海面と悲惨な戦争の影 „Фуруеру каймен то хисан'на сенсо но каге“)
- 377. Змия в пазвата (胸の中の蛇, Муне но нака но хеби)
- 378. Поканен убиец (招かれし刺客, „Манека реши шикаку“)
- 379. Тези, които танцуват в дълбините на ада (阿鼻無間に踊る者たち, „Аби муген ни одору-ша-тачи“)
- 380. Сенките умират два пъти (影は二度死ぬ, „Каге уа ни-до шину“)
- 381. Полумесец осветява гърба на изгнанника (弦月は流刑人の背を照らす, „Генгецу уа рукеинин но се о терасу“)
- 382. Гробна камера (玄室, „Геншицу“)